# Údolí Otavy a Vltavy
Údolí Otavy a Vltavy este o arie protejată (arie de protecție specială avifaunistică — SPA) din Republica Cehă întinsă pe o suprafață de 18.368,11 ha, integral pe uscat.

## Localizare
Centrul sitului Údolí Otavy a Vltavy este situat la coordonatele 49°27′42″N 14°10′49″E / 49.461667°N 14.180278°E.

## Înființare
Situl Údolí Otavy a Vltavy a fost declarat arie de protecție specială avifaunistică în decembrie 2004 pentru a proteja 2 specii de animale.

## Biodiversitate
Situată în ecoregiunea continentală, aria protejată nu include niciun habitat protejat.
La baza desemnării sitului se află mai multe specii protejate de  păsări (2): buha (Bubo bubo), ciuvică (Glaucidium passerinum).